# جون إل. بالانتين الثالث
جون إل. بالانتين الثالث (بالإنجليزية: John L. Ballantyne III)‏ هو ضابط أمريكي، ولد في 20 يوليو 1931 في إل باسو في الولايات المتحدة.